# Grimm Job
Grimm Job («Работа Гримм») — десятая серия двенадцатого сезона мультсериала «Гриффины». Премьерный показ состоялся 12 января 2014 года на канале FOX.

## Сюжет
Лоис и Питер готовятся отойти ко сну, но в этот момент в комнате Стьюи не может заснуть. Питер заходит в комнату к Стьюи и предлагает ему почитать сказки Братьев Гримм…

### История первая
«Jack and the Beanstalk» (Джек и бобовый стебель).
Джек (в роли Питера) и его жена (в роли Лоис) обсуждают финансовые проблемы семьи. Жена посылает Джека продать корову (сыгранную Брайаном), чтобы заработать хоть немного денег. На пути у Джека встает тролль (Морт), который, после небольшой игры «Назови еврейских спортсменов», замечает корову. Тролль покупает у Джека корову, взамен отдавая ему несколько зеленых бобов. Жена Джека говорит о том, что это абсолютно бесполезные бобы и выкидывает их за окно.
Уже на следующее утро возле дома вырастает гигантский бобовый стебель, Джек собирается взобраться на него. Наверху герой видит, что там есть гусь (сыгранный Стьюи), который откладывает золотые яйца. Забрав гуся с собой, Джек уже готовится спускаться вниз, но не тут-то было: Джека преследует великан (Крис), который догоняет Джека по стеблю. В это время Румпельштильцхен (его играет Гленн) срубает стебель, в результате Джек спасен, а великан раздавлен стеблем. Джек говорит жене о волшебном золотом гусе, вместе они уходят домой.

### История вторая
«Little Red Riding Hood» (Красная Шапочка).
Красная Шапочка (её играет Стьюи) отправляется к своей бабушке, чтобы отнести ей все, что её мама (Лоис) наложила в корзинку. По дороге она встречает Волка (Брайан), который делится с ней своими переживаниями по поводу слухов о трех поросятах, якобы именно он слопал их, но это только сплетни. Красная Шапочка говорит о том, что направляется к своей бабушке, Волк идет по короткому пути и нападает на бабушку (Барбара Пьютершмидт, мать Лоис), притворившись заранее голосом Шапочки.
Красная Шапочка, зайдя домой к бабушке, понимает, что тут происходит и говорит о том, что её бабушка — человек, и что ей не хочется играть в эти игры. Волк признается в подставе, говоря о том, что, наверное, сейчас ворвутся дровосеки и прикончат его. Так и есть: человек с пилой в руках (Питер) врывается в дом и распиливает Волка пополам, затем убегает. Красная Шапочка в недоумении: был ли это реальный дровосек или просто сумасшедший, убивающий людей от дома к дому.

### История третья
«Cinderella» (Золушка).
История рассказывает о Золушке и её двух злых сводных сестрах (Стьюи и Мег), которые всячески унижают и заставляют работать Золушку. Как-то раз к сестрам в руки попадает приглашение на бал для принца, где тот будет искать себе суженую. Сестры говорят Золушке, что это точно не будет она, однако, когда сестры и их мать (Барбара Пьютершмидт) собираются выходить, на пороге появляется Золушка в красивом платье. Сестры по команде своей матери рвут платье на кусочки, Золушка в слезах убегает. Где-то на сеновале Золушка рассказывает обо всем придворному псу (Брайан). Вдруг появляется добрая фея (Мэр Адам Вест), которая дарует Золушке новое платье, превращает собаку в лошадь, а местного калеку (Джо) в карету. Золушка отправляется на бал.
Уже на месте она встречает принца (Питер), который уже заскучал на празднике, герои уже готовы поцеловаться, но часы бьют двенадцать и Золушка сбегает из дворца, случайно забыв свою хрустальную туфельку. Еле-еле добравшись домой, Золушка плачет из-за того, что ей не суждено стать женой принца. На следующее утро принц разыскивает свою принцессу по всему городу, кроме южной стороны, потому что она была «…так скажем, неспокойной…». Попав в дом к сводным сестрам, Золушке надоедает этот цирк с туфелькой, она признается в любви принцу, они женятся. Далее нам говорится о том, что они прожили вместе семь месяцев, потом разъехались, потом снова жили вместе до болезни матери, и сейчас даже не фолловят друг друга в Твиттере.

### Концовка эпизода
Эпизод заканчивается тем, что Питер заходит к каждому из детей в комнату, желая им спокойной ночи: Стьюи уже сладко спит, Криса охраняет взглядом Герберт, а в комнате Мег мы видим её ноги, оторванные от пола, она повесилась.

## Рейтинги
- Рейтинг эпизода составил 2.7 среди возрастной группы 18-49 лет.
- Серию посмотрело порядка 5.22 миллиона человек.
- Впервые за сезон серия стала самой просматриваемой в ту ночь «Animation Domination» на FOX, победив по количеству просмотров новые серии «Симпсонов», «Бургеры Боба» и «Американского Папаши!».[1]

## Критика
В A.V. Club эпизоду дали оценку C-: «Работа Гримм имеет недостаточный хронометраж, чтобы пробежаться по всем сказкам одновременно, что, конечно, снижает качество шуток и уменьшает количество вставок (я насчитал всего две). Без этих вставок „Гриффины“ могут опираться только на основной сюжет сказки…» Он также отметил, что история с Брайаном и Стьюи была самой смешной этой ночью.